# Kunstsammlung Neubrandenburg
Die Kunstsammlung Neubrandenburg in Neubrandenburg, Große Wollweberstraße 24, ist eines von vier Kunstmuseen im Land Mecklenburg-Vorpommern.
Das Gebäude steht unter Denkmalschutz.

## Geschichte
1982 wurde sie, nachdem ihre Vorgängereinrichtung, die Städtische Kunstsammlung im Palais Neubrandenburg, seit 1945 verschollen ist, als städtische Einrichtung neu gegründet und erhielt eine nur für fünf Jahre gedachte provisorische Bleibe in der Fachwerkvilla Am Pferdemarkt 1. Gründungsdirektorin war Ruth Crepon (1935–2025). Man begann mit dem Aufbau einer Sammlung nach ausschließlich künstlerischen Kriterien, die nun rund 6.000 Kunstwerke der Malerei, Grafik und Plastik enthält. Schon fünf Jahre nach der Gründung wurde die Sammlung vom DDR-Ministerium für Kultur zu den „Museen von nationaler Bedeutung“ gezählt.
Mit einem Tag der offenen Tür eröffnete am 13. April 2003 die Kunstsammlung Neubrandenburg ihr neues Domizil in der Großen Wollweberstraße 24. In zweijähriger Bautätigkeit wurde im Zentrum der Stadt ein markantes Fachwerkgebäude aus dem 18. Jahrhundert renoviert und mit einem modernen Anbau zu einem Museumskomplex ausgebaut. Auf 400 m² Ausstellungsfläche sind nun zwei unterschiedliche Ausstellungsbereiche etabliert worden, die einerseits Sonderausstellungen präsentieren, andererseits, und das ist neu, Bestandsausstellungen über einen längeren Zeitraum zeigen. Hiermit ergibt sich für das Museum die Möglichkeit, die Sammlung in unterschiedlichen Zusammenhängen zu ordnen, Entwicklungslinien zu verdeutlichen und vor allem für die Besucher transparent zu machen.
Seit dem 24. November 2018 erinnert die Ausstellung Das Brandzimmer an die Städtische Sammlung vor 1945. Zu sehen sind teils zusammengesetzte Fragmente der Porzellansammlung, die bei archäologischen Untersuchungen im Vorfeld von Bauarbeiten gefunden wurden. Bei der Ausstellung handelt es sich um eine Rauminstallation des Künstlers Simon Schubert.
Die Witwe des einstigen Sammlungsleiters Walter Günteritz vererbte ihr Vermögen der neu gegründeten Mertens-Günteritz-Stiftung, deren Zweck die Unterstützung der Kunstsammlung Neubrandenburg ist.

### Geschichte des Hauses
Das zweigeschossige 12-achsige verputzte barocke Fachwerkgebäude mit einem Krüppelwalmdach stammt aus dem 18. Jahrhundert. Das Bürgerhaus mit einer bemerkenswerten Tür wurde von 1877 bis 1945 als Unterkunft für wandernde Handwerker als Wanderarbeitsstätte umgebaut und genutzt. Der Johanniter-Orden richtete u. a. auch in Neubrandenburg eine Herberge zur Heimat ein.

Die Stadt kaufte das Haus. Es wurde von 1998 bis 2003 im Rahmen der Städtebauförderung für eine Kunstsammlung umgebaut und saniert. Das Haus wurde mit einem winkelförmigen Anbau verbunden, um einen attraktiven Innenhof zu schaffen. Die Kunstsammlung hat eine Ausstellungsfläche von 400 m², sie wurde weiterhin durch ein museumspädagogisches Atelier und eine Kunstbibliothek ergänzt.